# Howarthia melli
Howarthia melli is een vlinder uit de familie van de Lycaenidae. De wetenschappelijke naam van de soort werd als Zephyrus melli in 1946 gepubliceerd door Forster.